# Arthrotus montanus
Arthrotus montanus es un coleóptero de la familia Chrysomelidae. Fue descrita científicamente por primera vez en 2000 por Medvedev.